# Aphaenogaster raphidiiceps
Aphaenogaster raphidiiceps é uma espécie de inseto do gênero Aphaenogaster, pertencente à família Formicidae.